# Concerto delle donne
Concerto delle donne ('Damernas konsert') var en berömd orkester av kvinnliga musiker verksamma vid hovet i renässansens Ferrara i Italien mellan 1580 och 1597.
Orkestern grundades av den musikintresserade hertig Alfonso II av Este, formellt för att roa hans nya maka Margareta Gonzaga, och kvinnorna fick på papperet ställning som hennes hovdamer. Dess ursprung låg i de informella musikaliska sammankomster där manliga och kvinnliga musiker spelade musik för Alfonso under 1570-talet, och ledde till bildandet av en orkester av professionella kvinnliga yrkesmusiker. De var hovmusiker som uppträdde för hertigens hov och dess gäster. Bland dess mest berömda medlemmar 
Concerto delle donne blev berömd i hela renässansens Italien, och uppmuntrade till bildandet av flera liknande orkestrar. Det uppfattas som den kanske mest betydelsefulla innovationen av sekulär musik i den sena renässansens Italien, och revolutionerade kvinnors ställning inom professionell musik. 
Medlemmar i urval
- Isabella Bendidio
- Leonora Sanvitale
- Vittoria Bentivoglio
- Laura Peverara
- Livia d'Arco
- Anna Guarini